# Michaela Štachová
Michaela „Mín“ Štachová ist eine Spieledesignerin aus der Tschechischen Republik, die gemeinsam mit ihrem Mann Michal „Elwen“ Štach das Brettspiel Die verlorenen Ruinen von Arnak entworfen hat, das fünf internationale Spielepreise, darunter den Deutschen Spielepreis, erhalten hat. Für das Spiel entwarfen beide eine Spielwelt mit einer eigenen Kultur und Fauna.

## Ludographie
- 2020: Die verlorenen Ruinen von Arnak
- 2021: Die Verlorenen Ruinen von Arnak - Die Expeditionsleiter
- 2023: Die verlorenen Ruinen von Arnak: Die verschollene Expedition